# Saugbagger
Saugbagger bezeichnet drei verschiedene Typen schwerer Maschinen aus Tiefbau und Wasserbau zum Abbau von mineralischen Baustoffen sowie mineralischen Rohstoffen.

## Technologie

### Saugbagger mit Antrieb
Es handelt sich dabei um  ein selbstfahrendes Baggerschiff für den Einsatz in Häfen, auf Wasserstraßen oder auf See, das mit Hilfe eines Fräskopfes (Cutterbagger) oder eines Schleppkopfes (Hopperbagger) das Sediment an der Gewässersohle löst und durch eine Saugleitung an Bord saugt. Der Wasseranteil wird abgetrennt und wieder ins Wasser abgeschieden; die festen Bestandteile des Saugguts werden entweder in eine Schute oder in den Laderaum des Schiffs selbst gefüllt (Laderaum-Saugbagger) und abtransportiert oder direkt auf naheliegende Spülfelder gepumpt.

### Saugbagger ohne Antrieb
Für die Sand- und Kiesgewinnung in Kiesgruben wird ein Ponton mit Saugvorrichtung für Kies oder Sand eingesetzt, die unter Wasser am Boden des Gewässers abgesaugt werden. Der Wasseranteil wird wieder ins Wasser abgeschieden, die festen Bestandteile des Saugguts werden über ein Förderband an Land transportiert und dort bis zum Abtransport zwischengelagert.

schwimmende Saugbagger
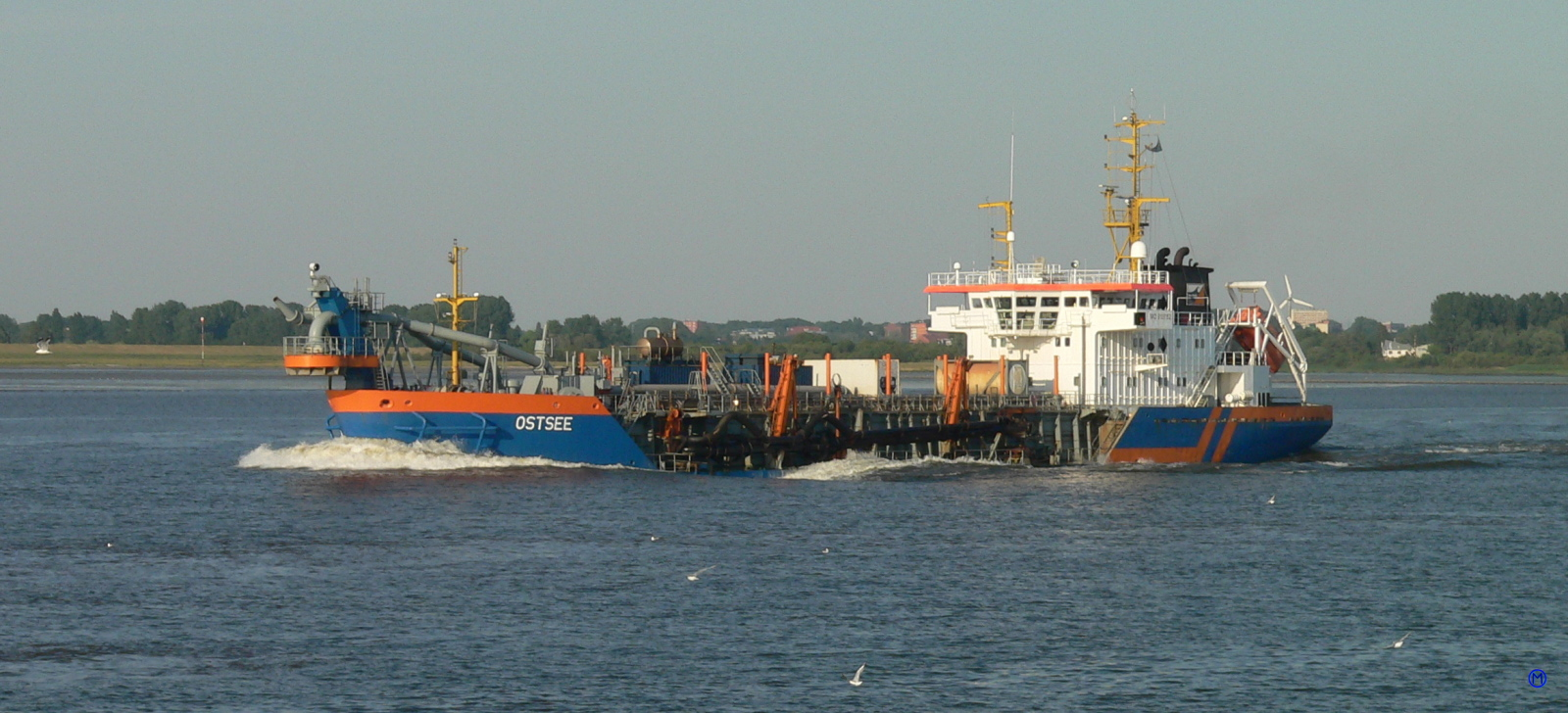
Saugbagger „Ostsee“ mit gefülltem Laderaum auf der Unterelbe
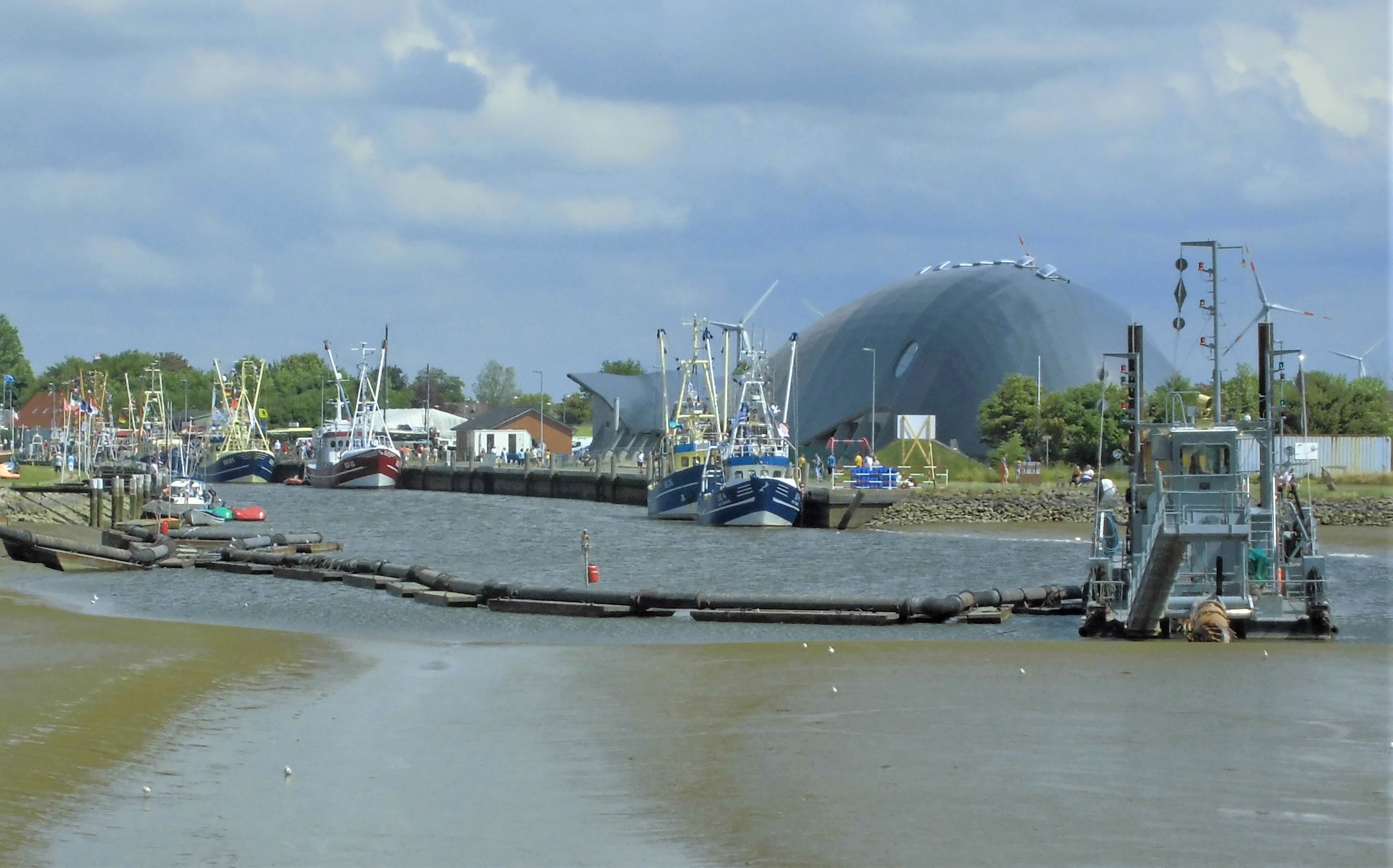
Saugbagger „Isern Hinnerk II“ im Fischereihafen Friedrichskoog, Dithmarschen
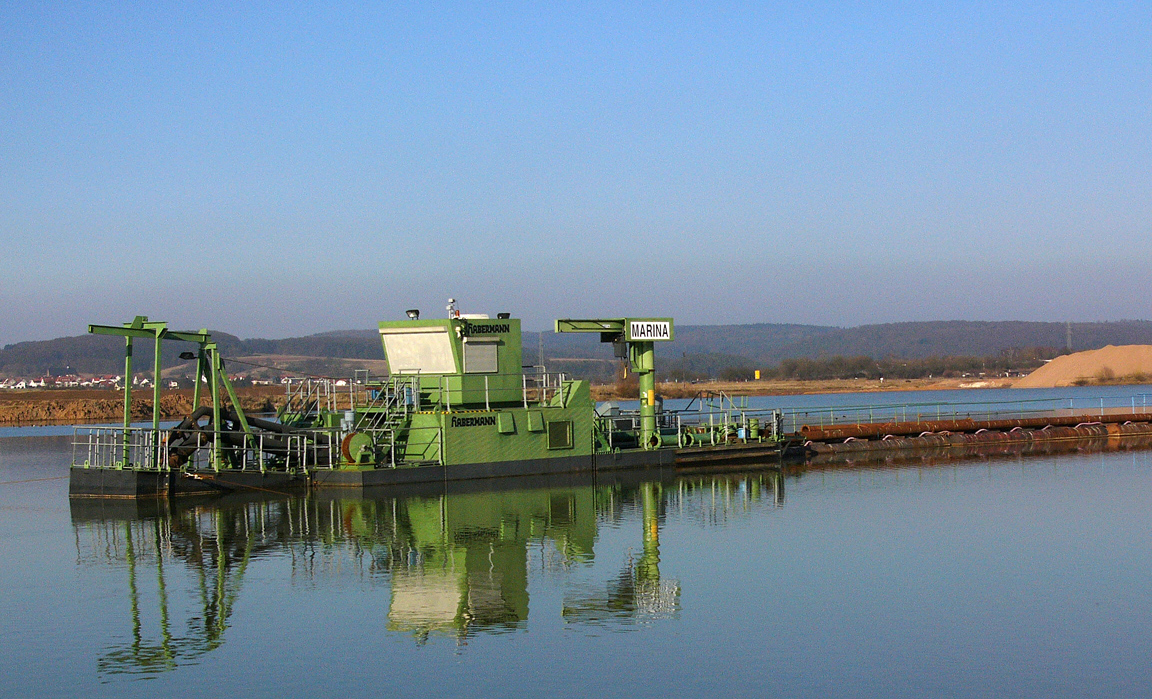
Saugbagger im Kieswerk
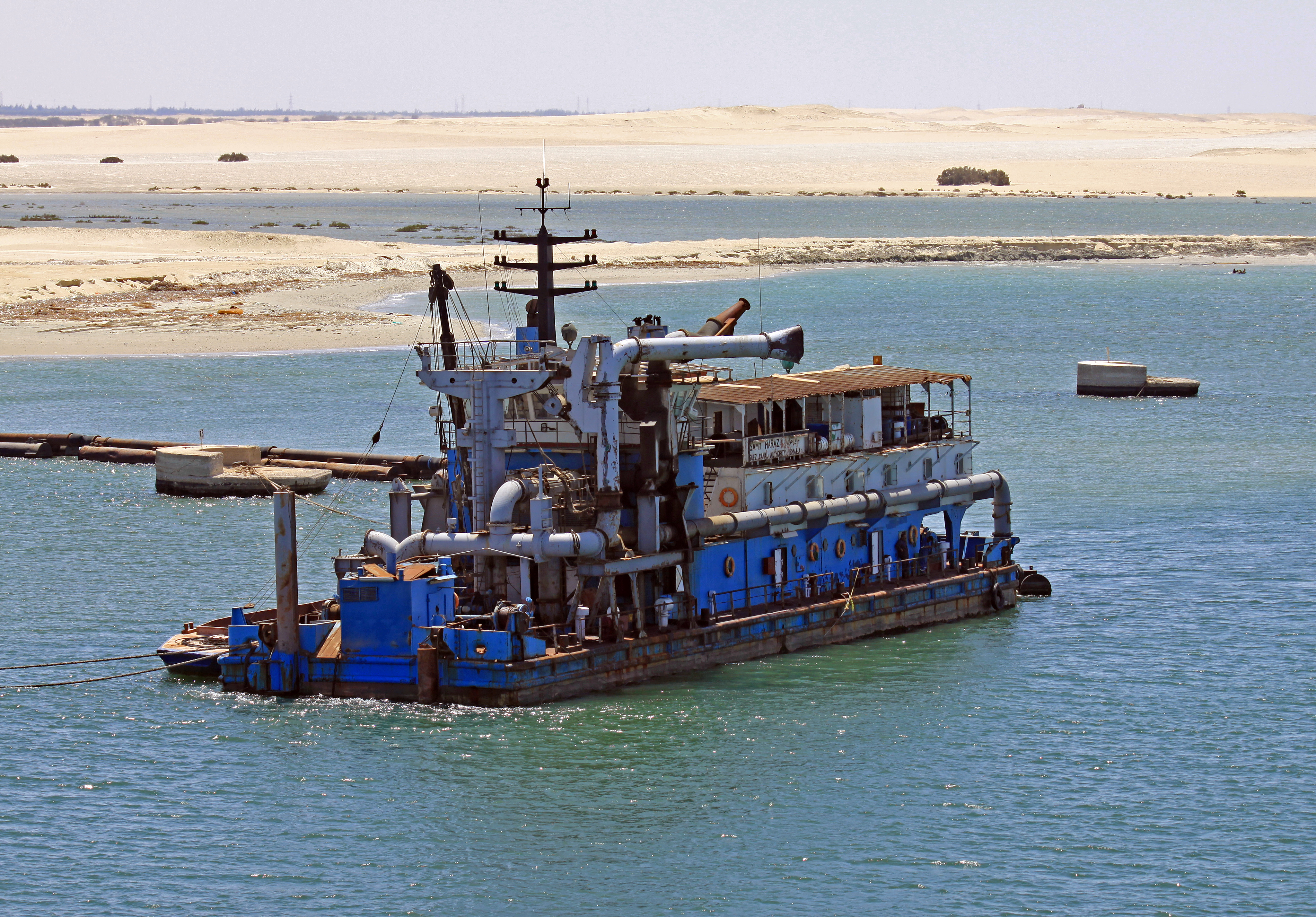
Saugbagger auf dem Sueskanal
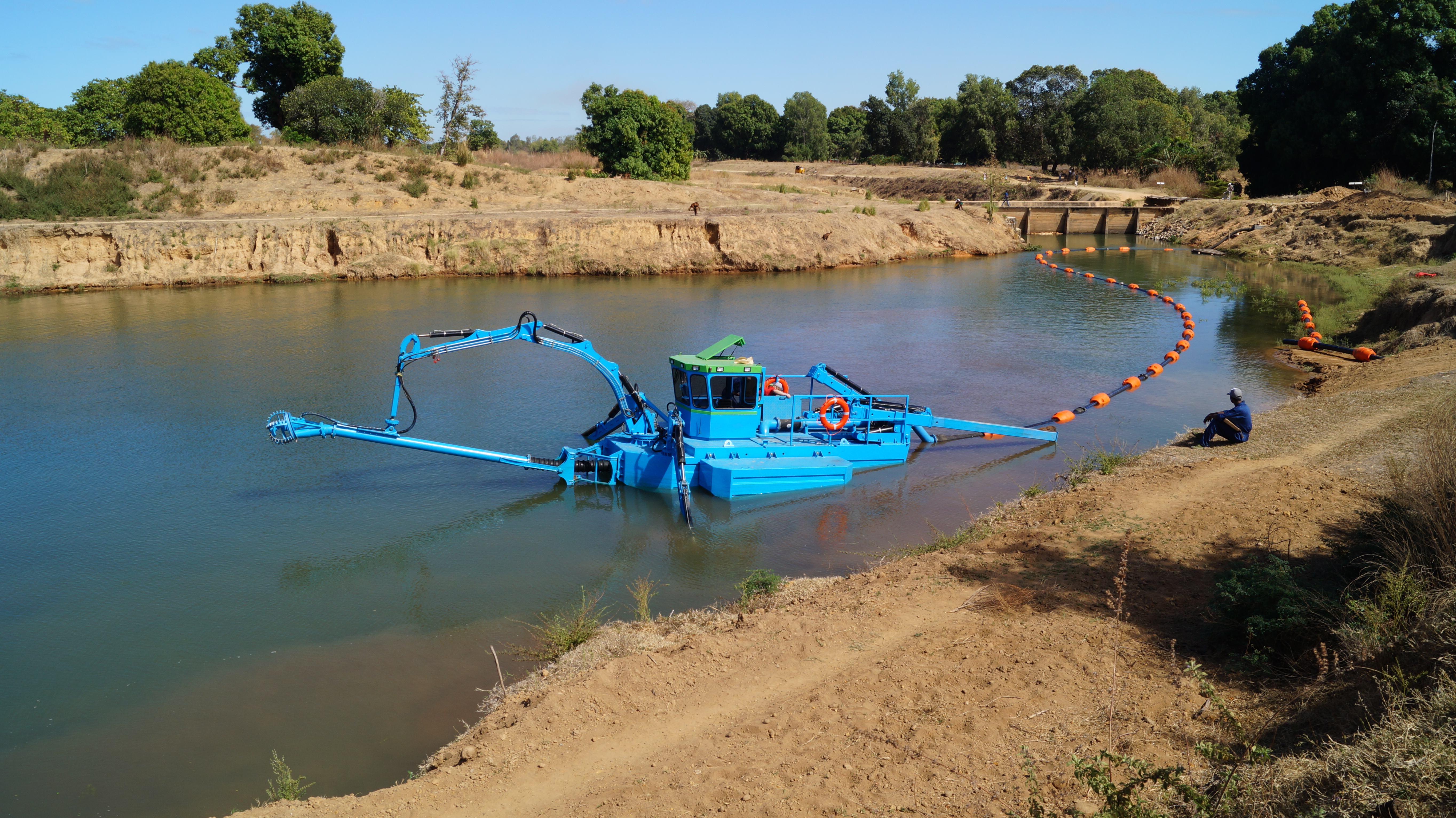
Amphibischer Saugbagger zum Sammeln von Sediment aus Stand- und Fließgewässern

## Saugbagger (Baumaschine an Land)

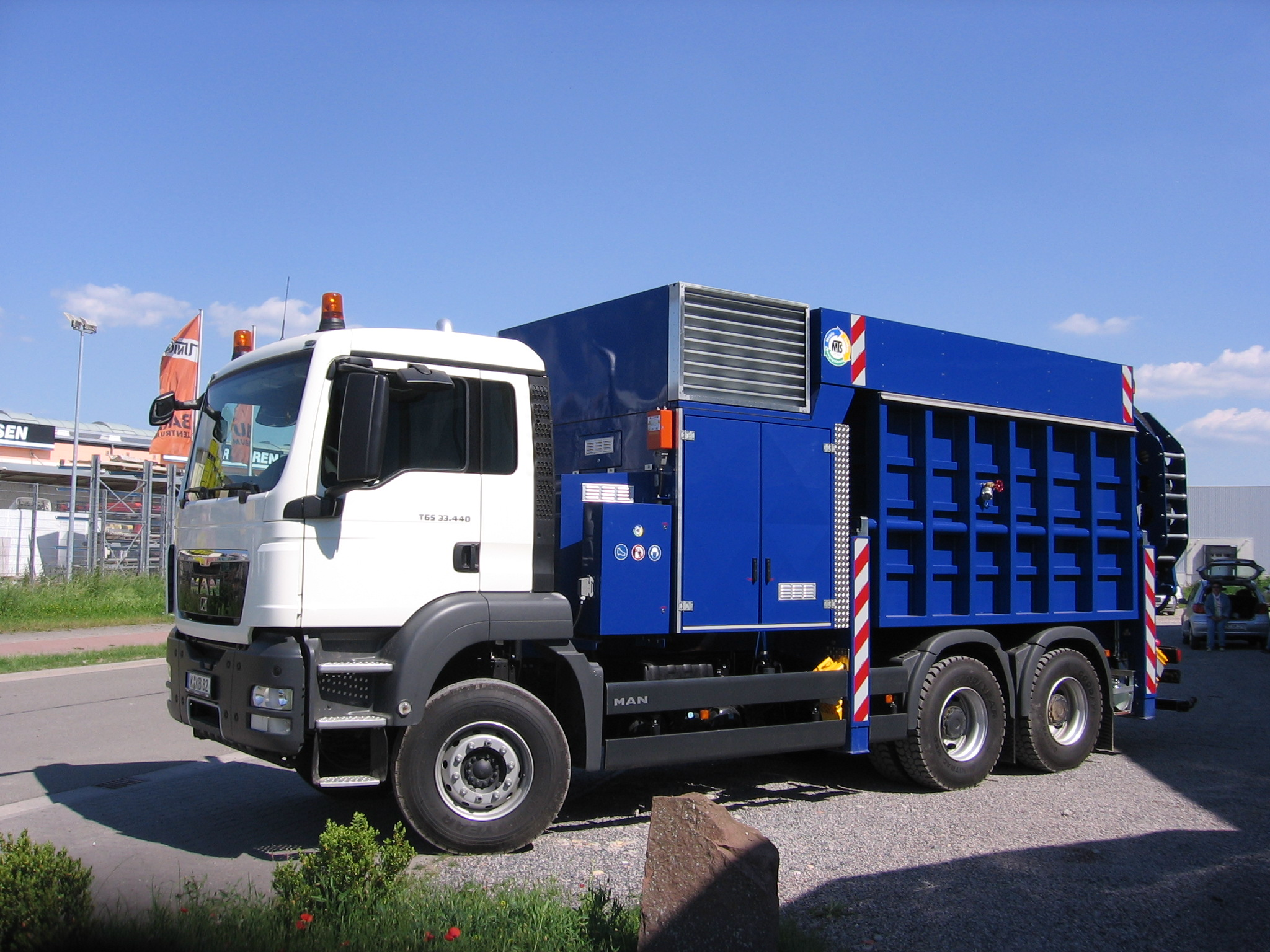
Saugbagger-Lkw

Ein Saugbagger (manchmal auch Vakuumbagger genannt) (englisch: Suction excavator) ist eine schwere Baumaschine mit einem Gewicht zwischen 18 und 40 Tonnen. Er kommt einem überdimensionierten Staubsauger gleich und löst verschiedenste Materialien aus dem Boden z. B. Erde, Lehm, Kies, Schotter, Wasser und Schlamm.
Saugbagger werden überall dort eingesetzt, wo ein hohes Beschädigungsrisiko den Einsatz von hydraulischer Aushubtechnik verbietet bzw. die Umfeldbedingungen dieses nicht zulassen. Durch das schonende Verfahren werden bei dem Absaugen der Erde keine Wurzeln oder Leitungen beschädigt. Hinzu kommt, dass der Saugbagger deutlich schneller ist als der Handaushub.
Mögliche Einsatzfälle sind etwa bei Rohr- und Armaturenaustausch, Rohrbrüchen, Sanierung und Neuverlegung von Gas-, Wasser-, Kabel-, Fernwärme- und Entsorgungsleitungen, Straßenaufbrüchen, Pflege und Reparaturen im Gleisbereich, beim Einsatz von Bodenverdrängungsraketen, der Beseitigung von Umweltschäden, dem Austausch kontaminierten Bodens im Wurzelbereich von Bäumen, Abbrucharbeiten, Kiesabsaugen von Flachdächern, der Reinigung von Straßeneinläufen und Sinkkästen in Verbindung mit Horizontalbohranlagen, Laubabsaugung und Sondereinsatzfällen.
Saugbagger erlauben kurze Einsätze, schnellen beschädigungsfreien Erdaushub sowie geringe Verkehrs- und Umweltbelastungen.

### Wirkprinzip

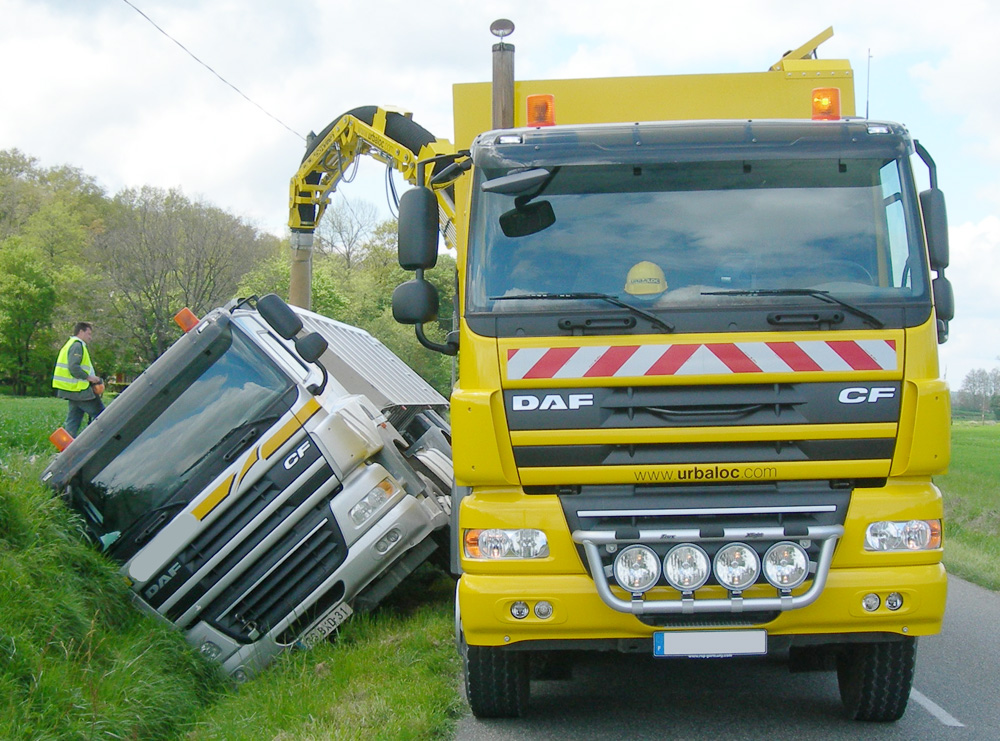
Saugbagger im Einsatz zur Bergung von Schüttgut

Ein Gebläse erzeugt einen Luftstrom von bis zu 44.000 m³/h und einen maximalen Unterdruck von 55.000 Pa. Der Saugschlauch ist über seinen Träger hydraulisch dreidimensional bewegbar. Im Bereich der Saugkrone wird das Material vom Luftstrom mitgerissen. Saugbar sind alle Medien, feste Partikel bis zu einer Größe von 250 mm. Im Sammelraum erfolgt aufgrund der Luftberuhigung und Drehung eine Ablagerung aller wesentlichen Partikel. Über Abscheidekammern wird der Luftstrom weiter gereinigt und getrocknet. Die Lage des Sammelbehälters bestimmt die Achsbelastung des Fahrzeuges. Über die Feinstfiltereinheit werden letzte Stäube absorbiert. Die gereinigte Luft wird großflächig über eine Schalldämmeinheit nach oben ausgestoßen. Die Feinstfilter werden mit Druckluft gereinigt. Beim Kippen werden neben der Sammelkammer auch die Abscheidekammern und die Feinstfilter entleert. Sämtliche Aufbaufunktionen werden über Kabel oder Funk ferngesteuert.